# گونس
شهر گونس (به فرانسوی: Gonesse) در شهرستان ولدوآز در ناحیه ایل-دو-فرانس با جمعیت ۲۶٬۱۵۲ نفر در کشور فرانسه واقع شده‌است